# NGC 1414
NGC 1414 est une galaxie spirale barrée située dans la constellation de l'Éridan. Sa vitesse par rapport au fond diffus cosmologique est de 1 581 ± 10 km/s, ce qui correspond à une distance de Hubble de 23,3 ± 1,6 Mpc (∼76 millions d'al). Elle a été découverte par l'astronome américain Francis Leavenworth en 1886.

## Caractéristiques
Sa vitesse par rapport au fond diffus cosmologique est de 1 581 ± 10 km/s, ce qui correspond à une distance de Hubble de 23,3 ± 1,6 Mpc (∼76 millions d'al).
À ce jour, huit mesures non basées sur le décalage vers le rouge (redshift) donnent une distance de 20,825 ± 3,955 Mpc (∼67,9 millions d'al), ce qui est à l'intérieur des valeurs de la distance de Hubble.
La classe de luminosité de NGC 1414 est II-III.

## Groupe de NGC 1395 et l'amas de l'Éridan
NGC 1414 fait partie du groupe de NGC 1395. Ce groupe fait partie de l'amas de l'Éridan et il comprend au moins 31 galaxies, dont NGC 1315, NGC 1325, NGC 1331, NGC 1332, NGC 1347, NGC 1353, NGC 1371, NGC 1377, NGC 1395, NGC 1401, NGC 1415, NGC 1422, NGC 1426, NGC 1438, NGC 1439, IC 1952, IC 1953 et IC 1962.